# Рой Амара
Рой Чарлз Ама̀ра (на английски: Roy Charles Amara) е американски изследовател, учен, футурист, дългогодишен директор на Института за бъдещето, най-известен със своето наблюдение върху проблемите при прогнозиране на ефектите от новите технологии, останало известно като „закон на Амара“.

## Закон на Амара
Наблюдавайки опитите да бъдат предсказани ефектите от новите технологии, Амара формулира и впоследствие често повтаря следната своя мисъл, която с времето придобива широка популярност като „закон на Амара“:
| „ | Ние имаме склонност да надценяваме краткосрочните ефекти от една [нова] технология – и да подценяваме дългосрочните ефекти от нея. | “ |

## Избрана библиография
- Amara, Roy, Lipinski, Andrew J. Business planning for an uncertain future: scenarios & strategies.   New York, Pergamon Press, 1983. ISBN 9780080275451.
- Amara, Roy, Morrison, J. Ian, Schmid, Gregory. Looking ahead at American health care.   Washington, D.C., McGraw-Hill, Healthcare Information Center, 1988. ISBN 9780070013841.
- Amara, Roy, Institute for the future. Health and health care 2010: the forecast, the challenge. 2nd.   Hoboken, New Jersey, John Wiley & Sons, 2003. ISBN 9780470932513.